# دی‌بولت‌ها کی هستند و از کجا نوزده فرزند آورده‌اند؟
دی‌بولت‌ها کی هستند و از کجا نوزده فرزند آورده‌اند؟ (انگلیسی: Who Are the DeBolts? And Where Did They Get Nineteen Kids?) فیلمی در ژانر مستند به کارگردانی جان کورتی است که در سال ۱۹۷۷ منتشر شد. از بازیگران آن می‌توان به هنری وینکلر اشاره کرد.